# 이정훈 (1967년)
이정훈(李定勳, 1967년 10월 18일~)은 대한민국의 정치인이다. 제19대 서울특별시 강동구청장(2018. 7.~2022. 6.)을 지냈다.

## 학력
- 호남중학교
- 호남고등학교
- 서강대학교 정치외교학 학사

## 경력
- 2002년: 민주당 서울특별시당 강동구 갑 지역위원회 사무국장
- 2010년 7월 1일~2014년 6월 30일: 제8대 서울특별시의회 의원(초선, 강동구 제1선거구)
- 2014년 7월 1일~2018년 3월 19일: 제9대 서울특별시의회 의원(재선, 강동구 제1선거구)
- 2017년 12월 : 더불어민주당 정책위원회 부의장
- 2018년 7월 1일~2022년 6월 30일: 제19대 민선 7기 서울특별시 강동구청장(초선)
- 2021년 9월 28일~: 제명 직전 '아내 폭행 혐의'로 경찰,검찰 수사를 받는 중에 더불어민주당 탈당(무소속)

## 범죄전력
- 집회및시위에관한법률위반: 징역 6월, 집행유예 2년 - 1989년 12월 15일 선고[1]
- 개발제한구역의지정및관리에관한특별조치법위반: 벌금 5,000,000원 - 2004년 11월 5일 선고[1]
- 개인정보보호법위반: 벌금 5,000,000원 - 2021년 1월 22일 선고[1]

### 공직선거법 위반
2018년 4월 더불어민주당 제7회 지방 선거 서울 강동구청장 당내 경선 과정에서 중앙선거관리위원회에 등록하지 않은 여론조사를 공표한 혐의(공직선거법 위반)로 기소되었다. 2019년 2월 20일 서울동부지법에서 열린 1심에서 공직선거법 위반 혐의에 대해 벌금 80만 원을 선고받았다. 2019년 11월 15일 서울고법에서 열린 2심에서 공직선거법 위반 혐의에 대해 원심을 파기한 벌금 90만 원을 선고받았다. 2020년 3월 16일 대법원에서 원심이 확정되어 구청장직을 유지하게 되었다.

## 역대 선거 결과
|  | 36.75% |

|  | 27.55% |

|  | 49.86% |

|  | 55.33% |

|  | 62.71% |

|  | 5.89% |